# Chrysler 200
Chrysler 200 — среднеразмерные седан и кабриолет, выпускавшиеся Chrysler с 2010 по 2016 год. 

## Первое поколение

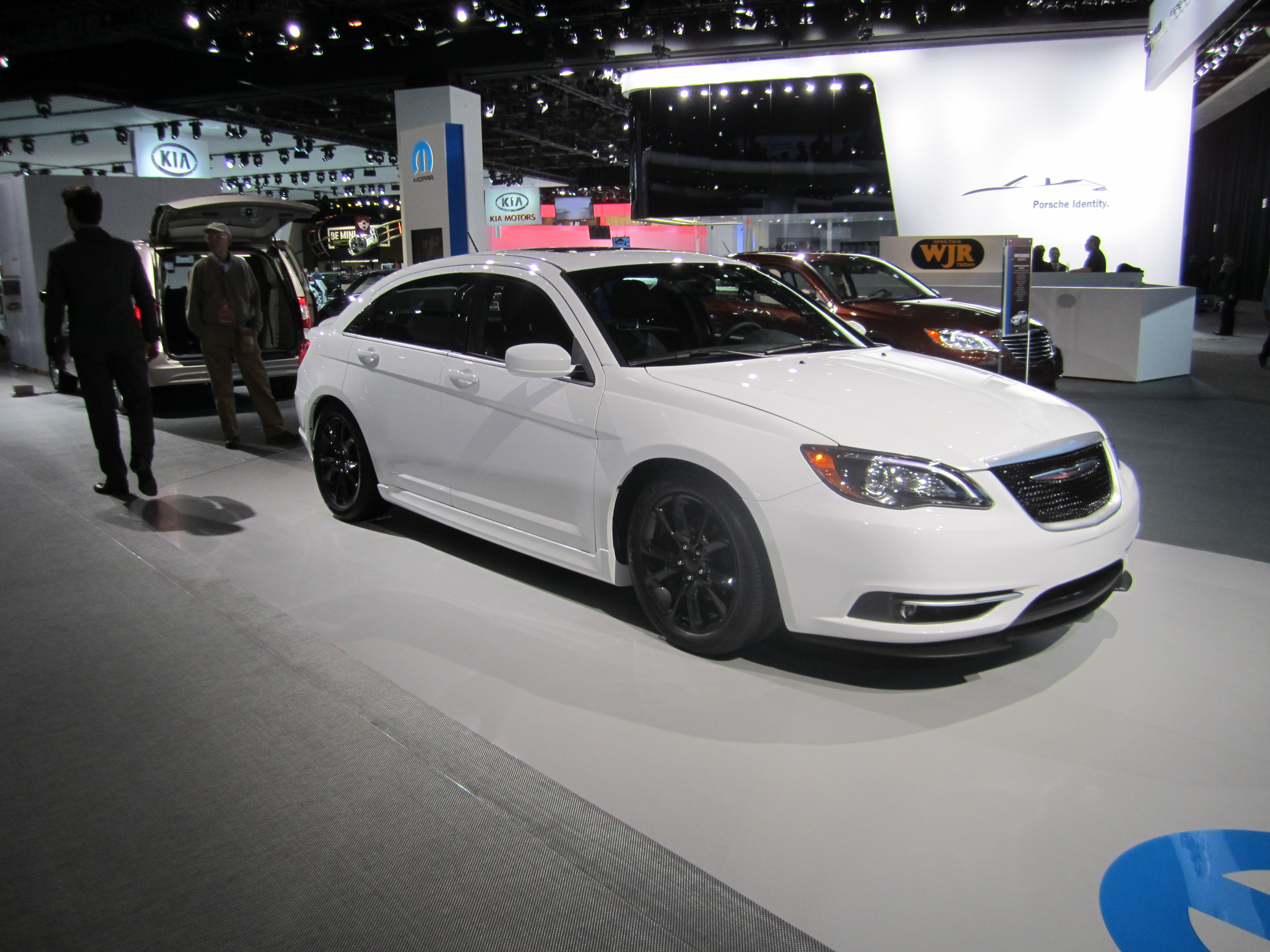
Chrysler 200 Super S на Североамериканском международном автосалоне в Детройте-2012

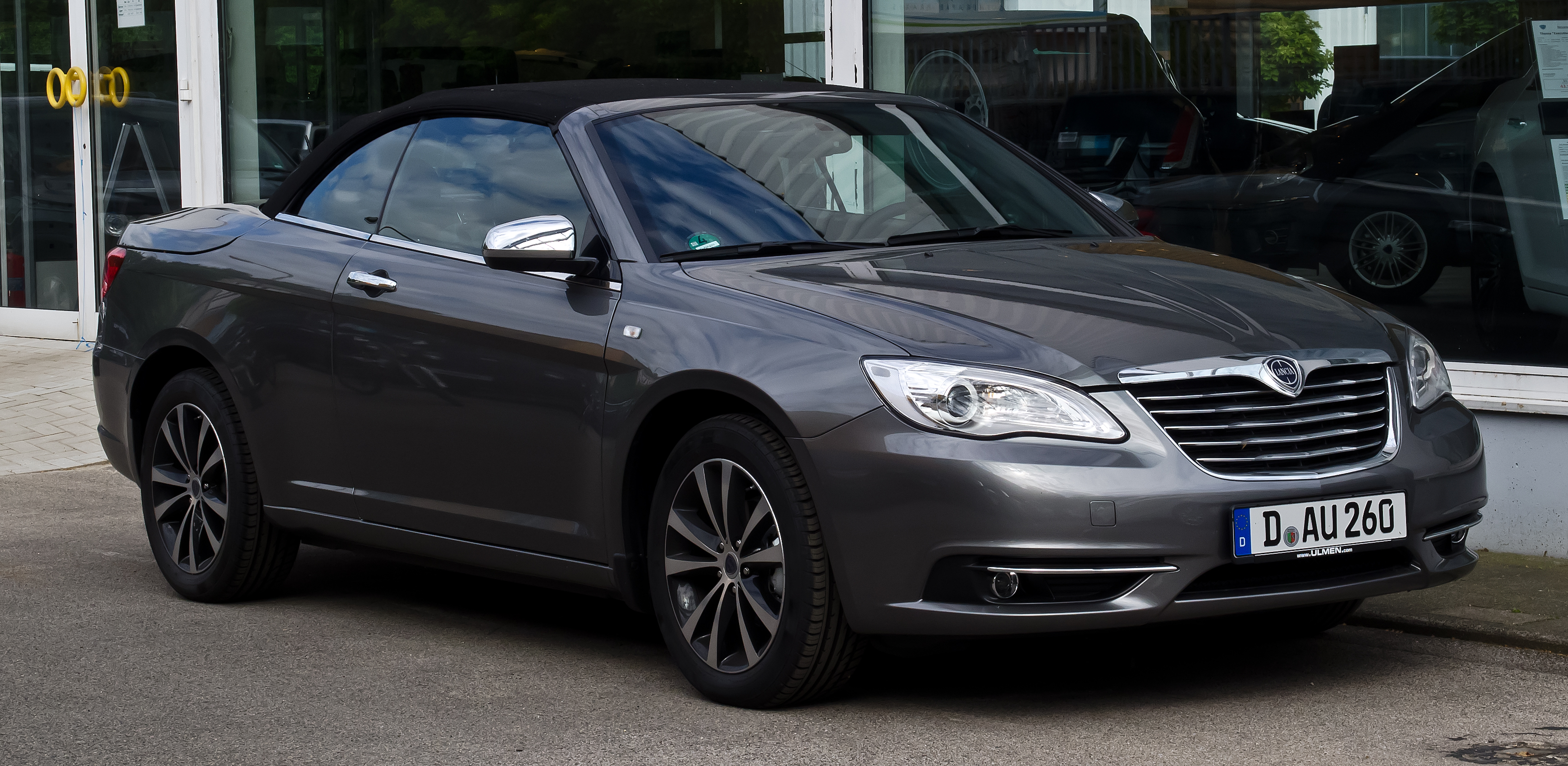
Lancia Flavia

200 первого поколения является обновлённым и усовершенствованным преемником ушедшего в 2010 году Chrysler Sebring.
200 построен на той же платформе, что и предшественник, однако он претерпел значительные косметические и технические изменения. Несмотря на то, что 2,4-литровый l4 с 4- или 6-ступенчатой трансмиссией были использованы на Sebring, вдобавок к ним был добавлен 3,6-литровый V6, поставляемый только с 6-скоростным автоматом. Среди остальных изменений — более жесткий кузов, пересмотренная подвеска, умягчённые пружины, новый задний стабилизатор поперечной устойчивости и модернизированные колёса. Кроме того, он получил такие новшества, как светодиодный монитор, сиденья с высоким качеством материалов и улучшенной амортизацией, а также были приняты новые меры по снижению шума, вибрации и жёсткости.
200 начали производить на фабрике в Стерлинг Хайтс, Мичиган, в декабре 2010 года первые автомобили уже появились у дилеров. Двухдверный кабриолет с той же технической начинкой был добавлен в модельный ряд в начале 2011 года. Всего доступно 4 комплектации — «LX» (только с 4-скоростным автоматом), «TOURING», «LIMITED» с 2,4-литровыми двигателями и «S» с 3,6-литровым аналогом, продающийся с 2011 года (последние 3 комплектации — с 6-ступенчатой автоматической коробкой передач).
Впервые, как концепт-кар с гибридной установкой под названием 200C, автомобиль был представлен в 2009 году на Североамериканском международном автосалоне. Он был основан на Chrysler 300 и мог ездить не только за счёт обычного бензина, но и за счёт гибридного топлива или электроэнергии. Однако, в то время, как главный по продажам Chrysler Стивен Лэндри заявлял, что автомобиль поступит в продажу, главный исполнительный директор Fiat (Fiat является главным держателем акций Chrysler) Серджио Маркионне сообщил, что это непрактично.
В Европе с 2012 по 2014 года автомобиль продавался как Lancia Flavia. Однако под этим именем продавался лишь кабриолет, седан же продавался только в Великобритании и Ирландии.

Изменение имени с «Sebring» на «200» сделало значительную разницу в продажах. Журнал Edmunds по этому поводу заявил, что «изменение имени среднеразмерного седана Chrysler заставило покупателей думать о нём, как о младшем брате флагманского Chrysler 300», так как 300 был выпущен практически в то же время. Также журнал сообщил, что изменение названия "также имеет дополнительное преимущество, дистанцируя его от своего предшественника, автомобиля, известного своим качеством и распространённостью»

## Второе поколение
Было показано 13 января 2014 года на автосалоне в Детройте.
В 2016 году было объявлено о прекращении производства.

## Продажи вСеверной Америке
| Календарный год | США     | Канада |
| --------------- | ------- | ------ |
| 2010            | 255     |        |
| 2011            | 87 033  | 6386   |
| 2012            | 125 476 | 13 419 |
| 2013            | 122 480 |        |
| 2014            | 117 363 |        |
| 2015            | 177 889 |        |